# Церковь Заповедей Блаженства
Церковь Заповедей Блаженства — католический храм женского итальянского францисканского монастыря на горе Блаженств в Галилее, в Израиле. Построен в 1938 году итальянским архитектором Антонио Барлуцци. Имеет восьмиугольную планировку по числу заповедей блаженства в западной традиции.

## Описание
Храм расположен на холме, называемом горой Блаженств, так как считается, что с этого холма Иисус Христос произнёс Нагорную проповедь, содержащую заповеди блаженства (Мф. 5:3–12 и Лк. 6:20–23). В 1926 году Национальная ассоциация помощи итальянским миссионерам приобрела на горе земельный участок.
В 1938 году на вершине холма итальянским архитектором Антонио Барлуцци был построен храм Заповедей Блаженства. Для постройки храма использовались местный чёрный базальт, а также привезенные из Италии каррарский мрамор, оникс и лазурит.
Храм в планировке представляет собой восьмиугольник. Алтарь храма расположен в центре здания. Над ним имеется арка из алебастра и оникса. Из нижних горизонтальных окон, сделанных по периметру храма, открывается вид на окружающие холмы и Геннисаретское озеро. На верхних окнах написаны на латыни восемь заповедей блаженства. Параллельно стенам храма сооружена внешняя галерея.

## Галерея

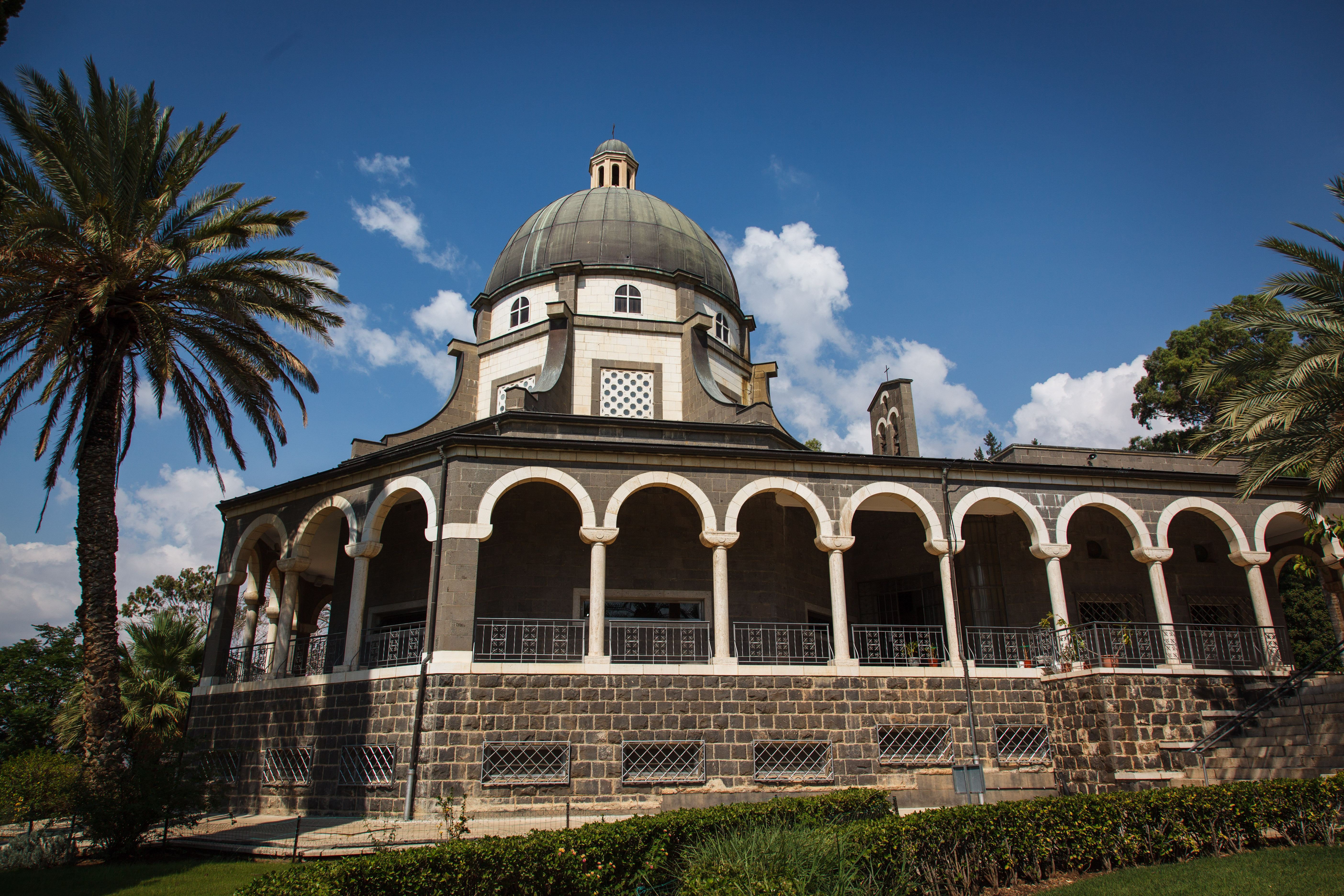
Храм и обходная галерея
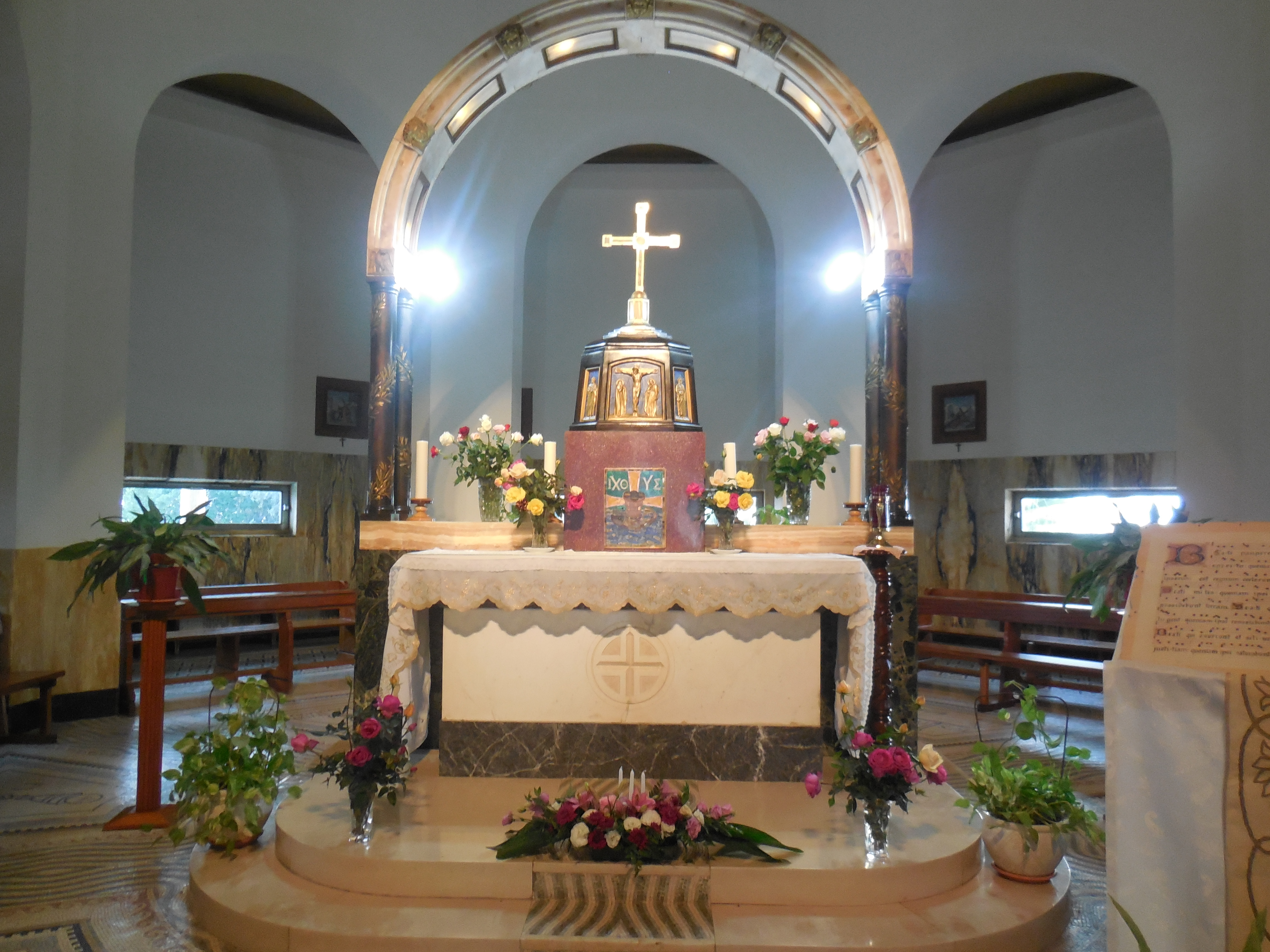
Алтарь храма
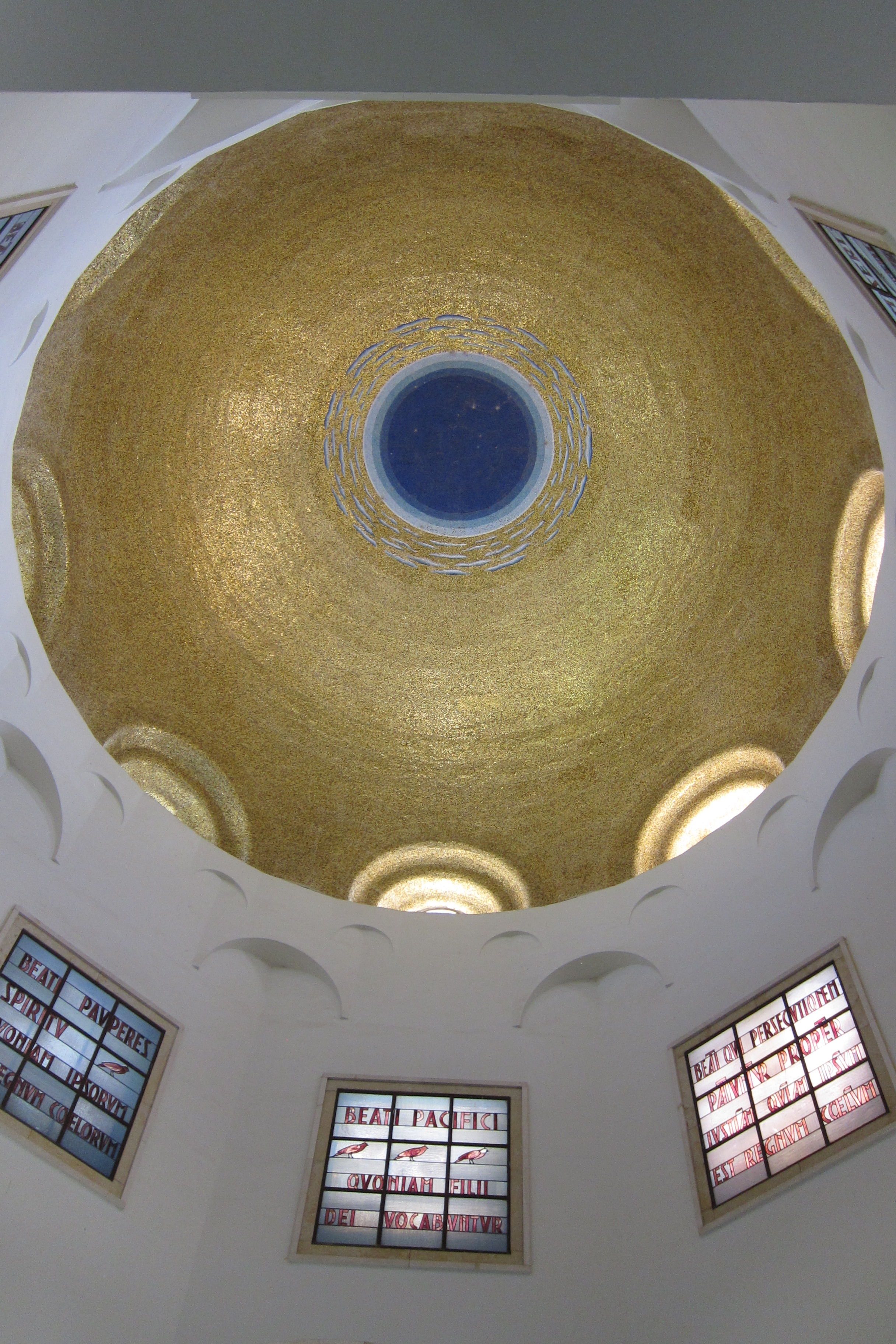
Купол храма
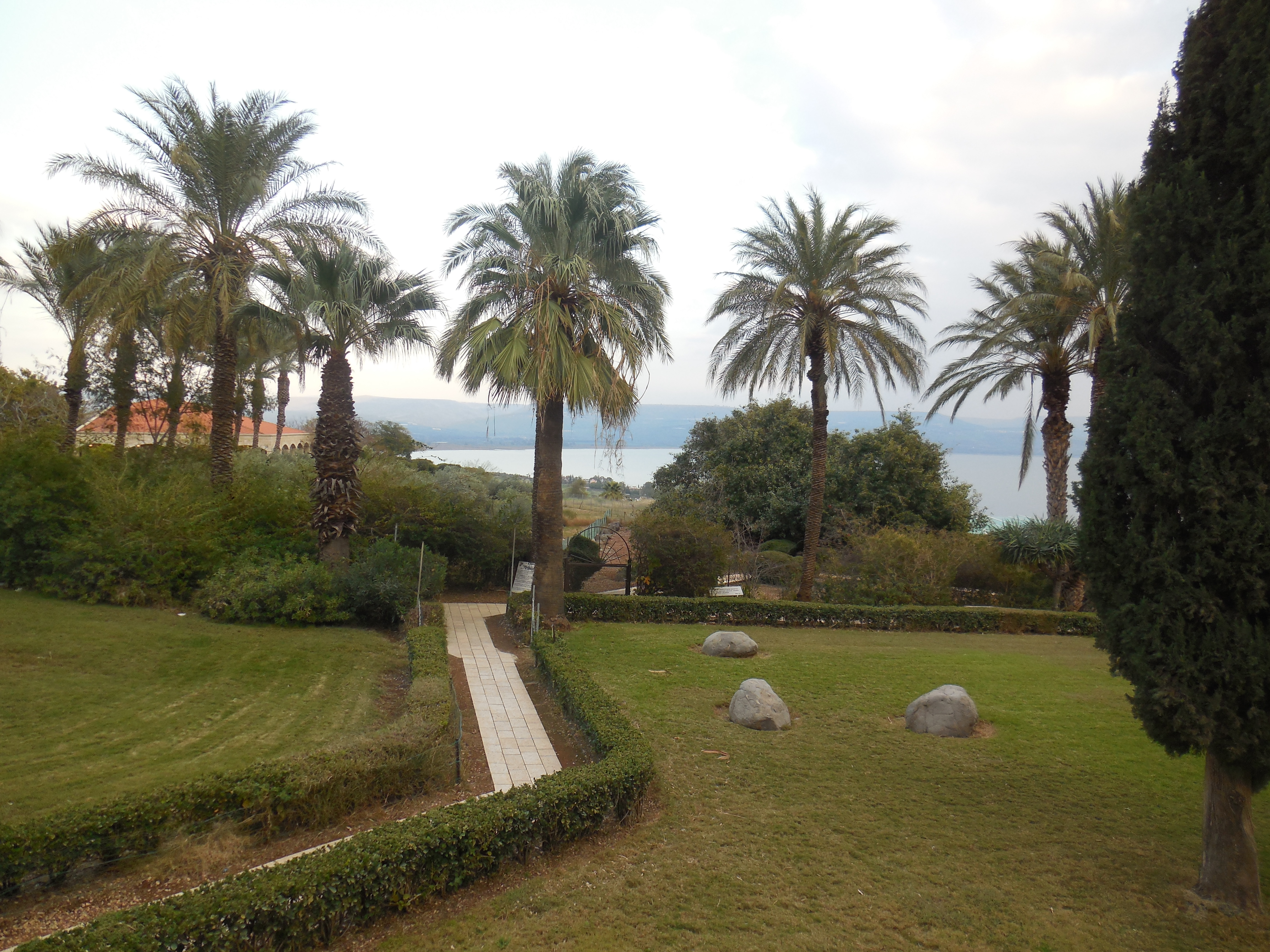
Вид на Тивериадское озеро с территории монастыря